# Ralph Rieckermann
Ralph Rieckermann (ur. 8 sierpnia 1962 w Lubece, Niemcy) – niemiecki muzyk, były basista zespołu Scorpions. Zastąpił on Francisa Buchholza w 1992 roku. Opuścił zespół w 2003 roku.
Twórca muzyki filmowej.

## Muzyka filmowa
- Braterstwo krwi
- 2008: 2012 Doomsday